# Lục Tu Tĩnh
Lục Tu Tĩnh (陸修靜; 406-477), tự là Nguyên Đức, quê ở Đông Thiên, Ngô Hưng (nay là huyện Ngô Hưng của Chiết Giang), Trung Quốc, là một đạo sĩ, người đã thực hiện cải cách Nam Thiên Sư Đạo, nhánh phía nam của Ngũ Đấu Mễ Đạo.

## Tiểu sử
Ông là hậu duệ của thừa tướng Lục Khải của nước Ngô thời Tam Quốc. Thuở nhỏ ông theo nghiệp Nho, nhưng hâm mộ Đạo giáo. Khi trưởng thành ông ly gia cắt ái, vào núi tu luyện. Ông là Tổ sư đời thứ 7 của Thượng Thanh Phái. Ông rất nổi tiếng nên cuối những năm Nguyên Gia (424-452) đời Tống Văn Đế (Lưu Nghĩa Long) của Nam Triều, ông được mời vào cung giảng đạo thuyết pháp. Thái hậu sùng mộ Hoàng-Lão nên bái Lục Tu Tĩnh làm thầy. Năm 461, ông ẩn tu tại Lư Sơn. Tống Minh Đế (Lưu Úc) của Nam Triều vốn hâm mộ và muốn hoằng dương Đạo giáo, nên cho xây Sùng Hư quán trên núi Thiên Ấn và mời Lục Tu Tĩnh trụ trì. Đạo giáo cực thịnh nhờ sự trọng vọng của triều đình. Năm 477, Lục Tu Tĩnh liễu đạo, các đệ tử đưa ông về Lư Sơn. Ông được ban thụy hiệu là Giản Tịch tiên sinh, do đó đạo quán tại Lư Sơn đổi tên là Giản Tịch quán.

## Ảnh hưởng sau khi mất
Sang đời Bắc Tống, vào những năm Tuyên Hòa (1119–1125), vua Tống Huy Tông phong cho Lục Tu Tĩnh là Đan Nguyên Chân Nhân. Đệ tử của ông có nhiều người nổi tiếng như Tôn Du Nhạc (398-489, sau là tổ sư đời thứ 8 của Thượng Thanh phái), Lý Quả Chi, v.v...

## Cống hiến
Lục Tu Tĩnh tác phẩm rất nhiều. Tác phẩm còn lại đến nay và sưu tập trong Chính Thống Đạo Tạng là Thái Thượng Động Huyền Linh Bảo Chúng Giản Văn, Động Huyền Linh Bảo Ngũ Cảm Văn, Lục Tiên Sinh Đạo Môn Khoa Lược, Thái Thượng Động Huyền Linh Bảo Thụ Độ Nghi, Động Huyền Linh Bảo Trai Thuyết Quang Chúc Giới Phạt Đăng Chúc Cảm Nghi, v.v... Nhưng cống hiến quan trọng của ông cho Đạo giáo là cuộc cải cách Thiên Sư Đạo.